# George Edwin Rines
George Edwin Rines (né le 28 décembre 1860 à Maitland (Nouvelle-Écosse) - mort le 30 novembre 1951 à New York) est un éditeur canadien ayant grandi et travaillé aux États-Unis.

## Biographie
Déménagé aux États-Unis à l'âge de 11 ans, Rines fréquente les écoles publiques de Brooklyn. Pendant plusieurs années après la fin de ses études secondaires, il travaille dans le commerce. Il recommence ses études en 1887 à l'université Colgate d'Hamilton (New York). En 1890, il effectue des études théologiques en hébreu et grec. Il obtient un diplôme de l'Hamilton Theological Seminary en 1893.
Rines est pasteur à Binghamton pendant deux ans. Il exerce par la suite trois ans à Ridgewood (New Jersey). En 1899, il décide de se consacrer à l'écriture et contribue à des périodiques religieux ou non. En 1903, il est nommé rédacteur en chef de l'Encyclopedia Americana. Il sera également rédacteur en chef de The Foundation Library for Young People et The German Classics.